# Ayaka Takahashi
Ayaka Takahashi (Kashihara, 19 de abril de 1990) é uma jogadora de badminton japonesa, campeã olímpica e especialista em duplas.

## Carreira
Ayaka Takahashi representou seu país nos Jogos Olímpicos de Verão de 2012 conquistando a medalha de ouro, nas duplas femininas ao lado de Misaki Matsutomo.